# Dynastie Wangchuck

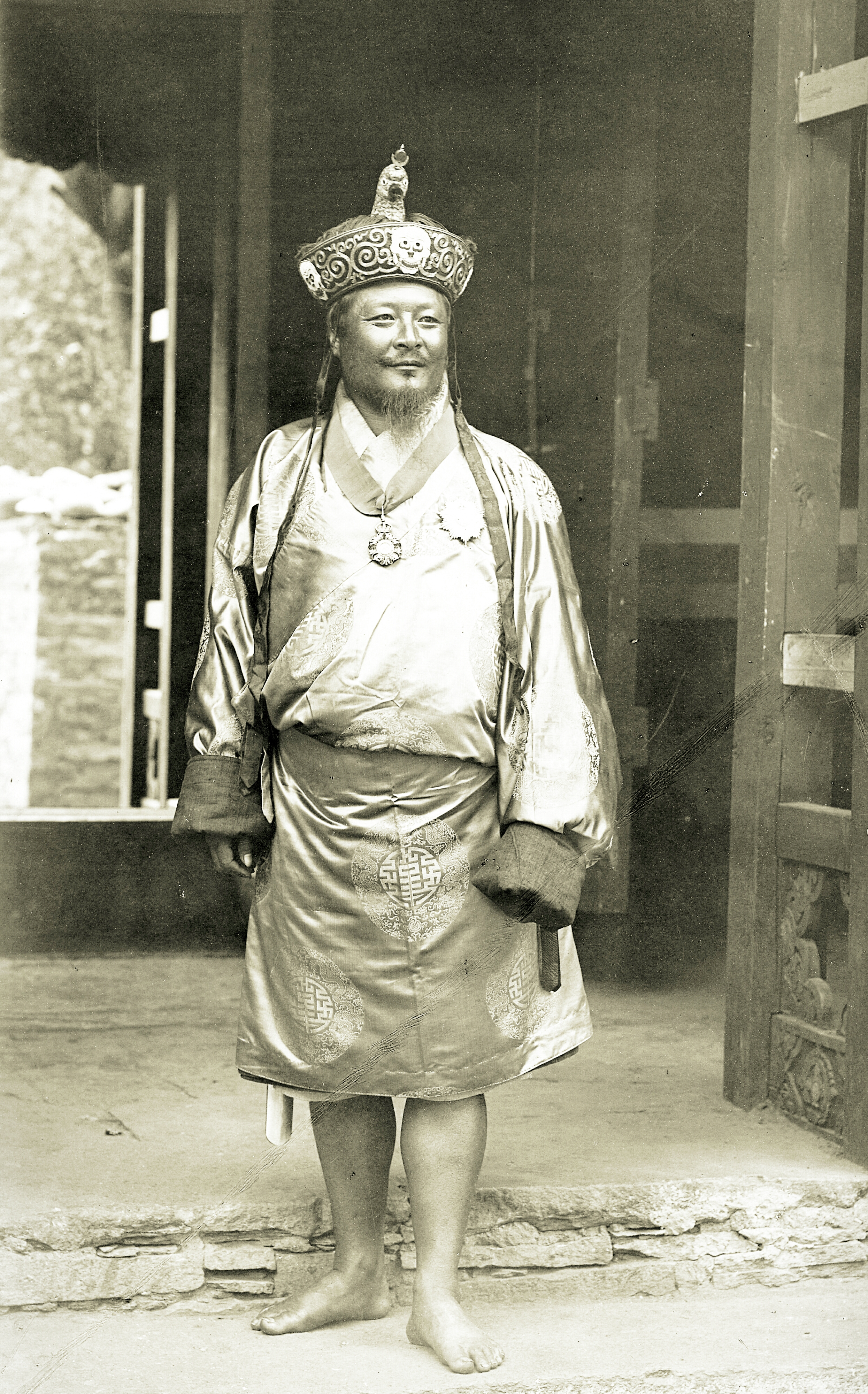
Ugyen Wangchuck (début des années 1920)

La dynastie Wangchuck est la lignée royale qui gouverne le Bhoutan depuis l'unification du pays en 1907. Avant cette date, les Penlops (gouverneurs de districts) avaient une très grande autonomie de facto, et la famille Wangchuck ne gouvernait que sur le district central du pays, celui de Trongsa. À ce jour, le roi du Bhoutan doit d'abord devenir gouverneur de ce district.
Cinq rois de la dynastie Wangchuck se sont succédé sur le trône. Le roi porte de titre de Druk Gyalpo (roi-dragon).
| Nom                            | Début du règne   | Fin du règne     | Date de mort    |
| ------------------------------ | ---------------- | ---------------- | --------------- |
| Ugyen Wangchuk                 | 17 décembre 1907 | 21 août 1926     | 21 août 1926    |
| Jigme Wangchuck                | 21 août 1926     | 24 mars 1952     | 24 mars 1952    |
| Jigme Dorji Wangchuck          | 24 mars 1952     | 21 juillet 1972  | 21 juillet 1972 |
| Jigme Singye Wangchuck         | 21 juillet 1972  | 15 décembre 2006 |                 |
| Jigme Khesar Namgyel Wangchuck | 15 décembre 2006 |                  |                 |